# 김태용 (배우)
김태용(2004년 8월 20일~)은 대한민국의 배우이자 모델이다.
2012년 10월 11일(목요일, 당시 만8세 남짓)에 영화 《남양주는 모른다》의 단역(어린 송병표 역)을 통하여 영화 배우(아역)로 첫 데뷔를 하였으며, 이듬해(2013년)에는 KBS TV 단막극 드라마 작품에도 첫 출연하는 등 TV 드라마 활약도 하였다.

## 학력
- 상일고등학교 (중퇴)
- 고등학교 졸업학력 검정고시[5] (합격)

## 출연작

### 영화
- 《남양주는 모른다》[6] - 어린 송병표[7](2012년) 역
- 《체어맨》(2013년) - 어린 손용대[8] 역
- 《셔틀콕》(2014년) - 백은호 역
- 《왓니껴》(2014년) - 어린 여기주[9] 역
- 《폴라로이드》(2015년) - 윤수호 역
- 《더 하우스》(2019년) - 어린 문무생[10] 역
- 《내일의 약속》(2019년) - 남래일 역

### 드라마
- 《드라마 스페셜 연작 시리즈 - 그녀들의 완벽한 하루》(KBS2, 2013년) - 이도훈(이미복의 아들) 역
- 《일편단심 민들레》(KBS2, 2014년) - 송수철 역
- 《징비록》(KBS1, 2015년) - 순화군 이보 역
- 《초간단 드라마》(JEI재능TV, 2016년) - 태용 역
- 《사임당, 빛의 일기》(SBS, 2017년) - 민지균 역
- 《봉인해제 13세》(JEI재능TV, 2017년) - 제르미 역
- 《반짝반짝 들리는》(KBS2, 2018년) - 어린 현성[11] 역
- 《보이스 2》(OCN, 2018년) - 어린 방제수[12] 역

## 연기 외 활동

### 방송
- 《I-LAND》(Mnet, 2020년) - 참가자
- 《생방송 방과 후 듄듄》(EBS1, 2021년) - 출연자